# 영화음악 (기독교대구방송)
박준상의 영화음악은 대한민국의 방송국 대구CBS의 라디오 채널 대구CBS 음악FM (97.1MHz)에서 매일 오전 11시부터 낮 12시까지 방송했던 영화음악 전문 라디오 프로그램이다. 국내 외 영화 음악을 위주로 들려준다. 평일에는 생방송, 주말에는 녹음방송으로 진행된다. 음악FM을 송출하고 있는 지역중에 유일하게 대구는 2023년 11월 6일부터 박준상 아나운서가 <박준상의 영화음악>으로 동시간에 제작, 진행을 맡고 있으며, 작가는 최현주다. 2025년 6월 8일 자로 2년만에 폐지되었다.

## 코너
- 월요일 : 천만무비
- 화요일 : 퀴즈가 좋다
- 수요일 : 수요명화
- 목요일 : 이주의 신작
- 금요일 : 영화인
- 토요일 : 녹음방송
- 일요일 : 녹음방송

## 같이 보기
- CBS 음악FM
- 대구CBS 음악FM
- 최강희의 영화음악

## 오프닝 시그널
- il postino/luis bacalov - Bicycle

| 대구CBS 음악FM             |                     |                          |
| 이전                       | 박준상의 영화음악   | 다음                     |
| 김정원의 아름다운 당신에게 | 박준상의 영화음악   | 이수영의 12시에 만납시다 |
| 오전 9시 ~ 오전 11시       | 오전 11시 ~ 낮 12시 | 낮 12시 ~ 오후 2시       |
|                            |                     |                          |